# Phillis Wheatleyová
Phillis Wheatleyová Petersová (také psaná Phyllis a Wheatly; asi 1753 – 5. prosince 1784), byla americká básnířka a první afroamerický autor tiskem vydané sbírky poezie. Narodila se v západní Africe a ve věku sedmi nebo osmi let byla prodána do otroctví a převezena do Severní Ameriky. Byla vlastněna rodinou Wheatleyových z Bostonu. Poté, co se naučila číst a psát, povzbudili ji její pánové, aby psala poezii, když viděli její talent.
V roce 1773 Wheatleyová se synem svého pána cestovala do Londýna, kde chtěla zveřejnit své práce. Tam se setkala s významnými lidmi, kteří se stali jejími mecenáši. Pak jí zde 1. září 1773 vyšla sbírka nazvaná Básně na různá témata, náboženská a mravní (Poems on Various Subjects, Religious and Moral), jež jí přinesla slávu, a to v Anglii i v amerických koloniích. Osobnosti jako George Washington ocenily její práci. O několik let později vyzvedl její práci afroamerický básník Jupiter Hammon tím, že jí věnoval svou vlastní báseň.
Wheatleyová byla krátce po vydání její knihy svými pány propuštěna na svobodu. Brzy zemřeli a ona se provdala za chudého obchodníka Johna Peterse, ztratila tři děti a zemřela v bídě a zapomenutí ve věku 31 let.